# Lutilodix
Lutilodix é um género de gastrópode  da família Helicarionidae.
Este género contém as seguintes espécies:
- Lutilodix imitratrix